# Млаки
Мла́ки — село в Україні, у Дунаєвецькій міській територіальній громаді Кам'янець-Подільського району Хмельницької області. 

## Назва
Достеменно не відомо звідки походить назва села, але визначення слова «млака» має таке — заболочена низина, трясовина.

## Географія
Подільське село Млаки розкинулось на подільській височині в південно-західній частині України, на захід від села річка Безіменна впадає у річку Тернаву.

### Клімат
Млаки знаходяться в межах вологого континентального клімату із теплим літом.

## Історія
З 1991 року в складі незалежної України.
13 серпня 2015 року шляхом об'єднання сільських рад, село увійшло до складу Дунаєвецької міської громади.
17 липня 2020 року, в результаті адміністративно-територіальної реформи та ліквідації Дунаєвецького району, село увійшло до складу Кам'янець-Подільського району.

## Населення
За переписом населення України 2001 року в селі мешкало 106 осіб.
Згідно перепису 2015 року в селі проживало 68 осіб.

### Мова
У селі поширені західноподільська говірка та південноподільська говірка, що відносяться до подільського говору, який належить до південно-західного наріччя.

## Світлини

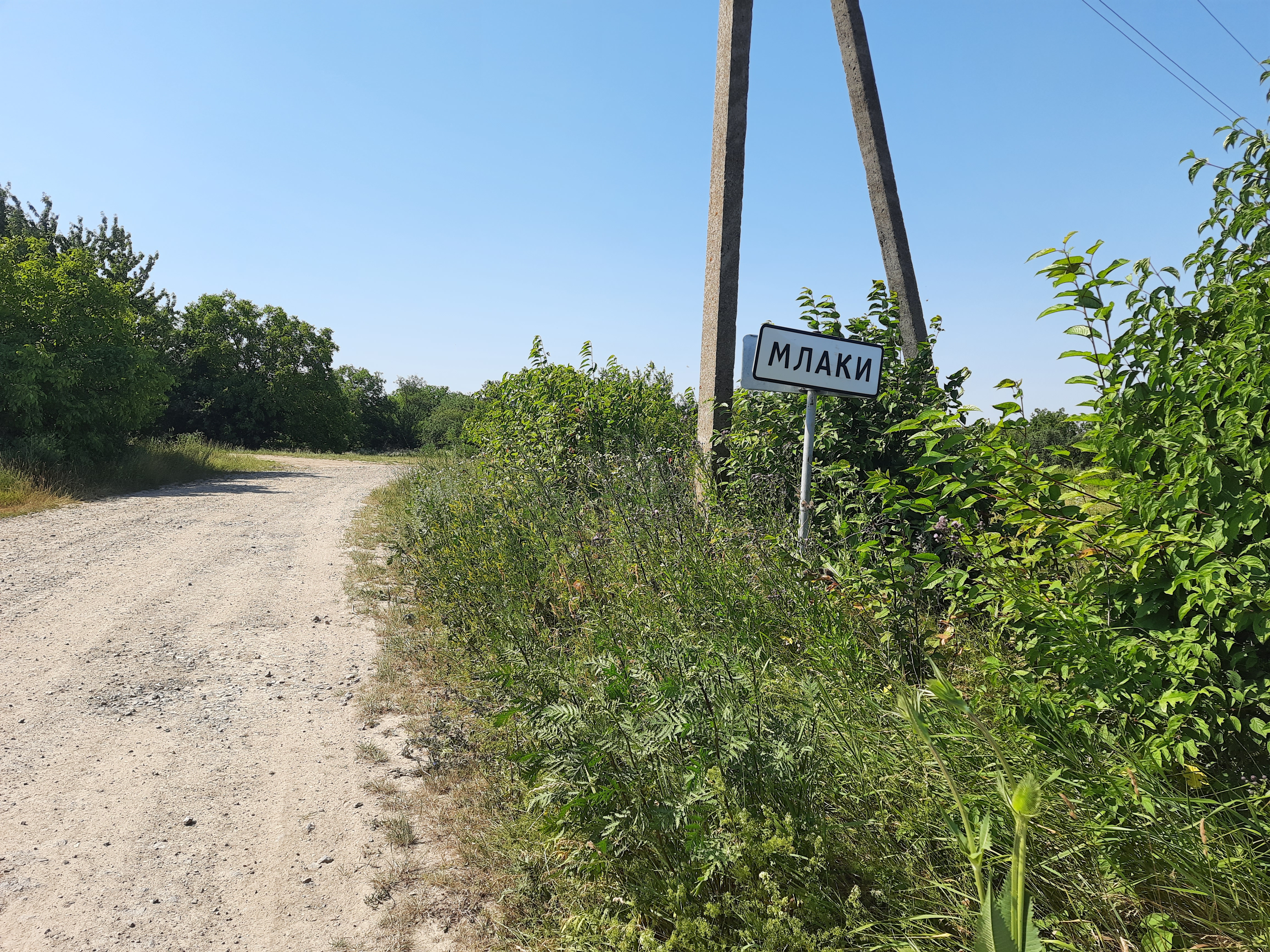
Дорожній знак при в'їзді в село
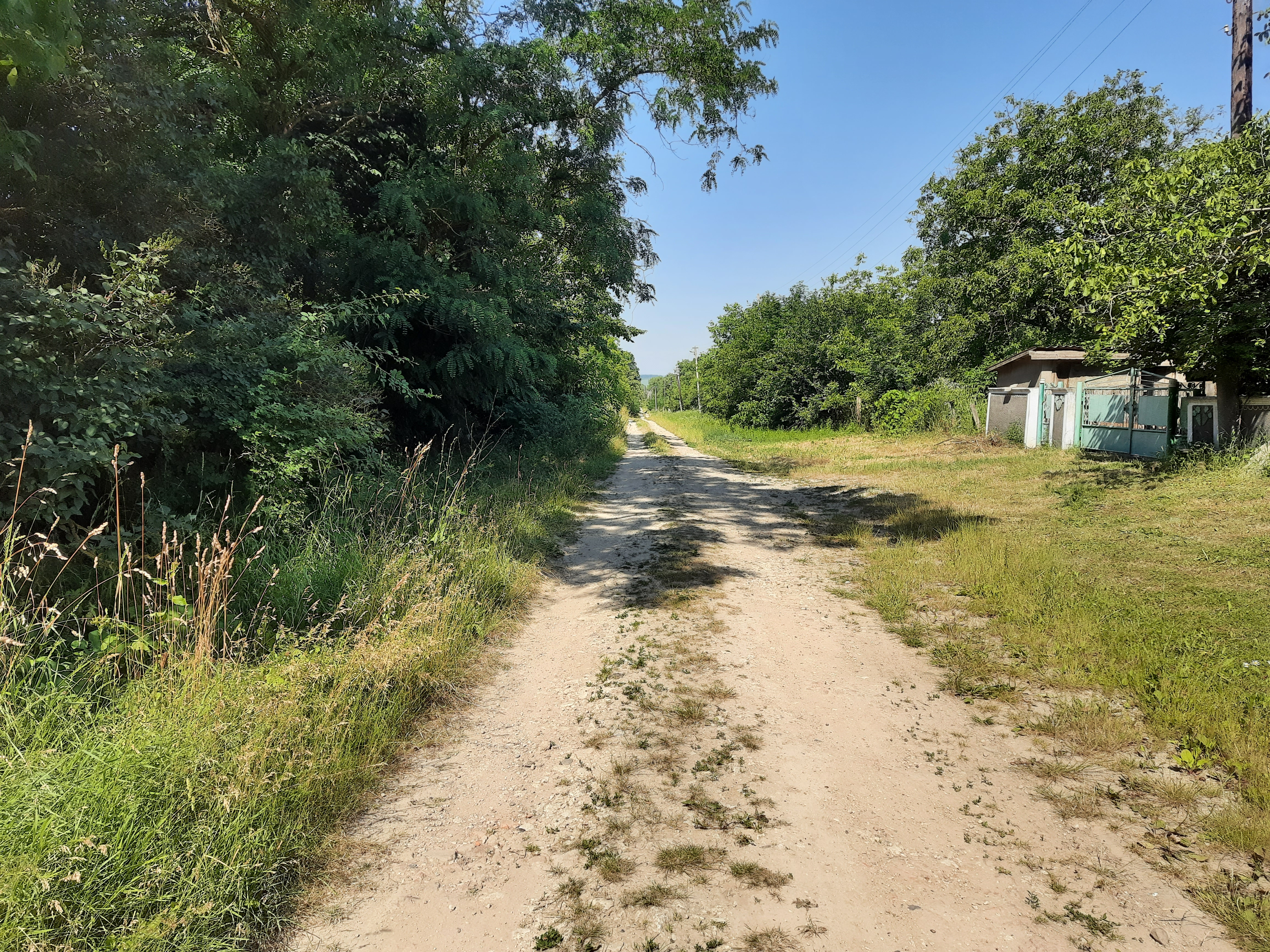
Сільська вулиця
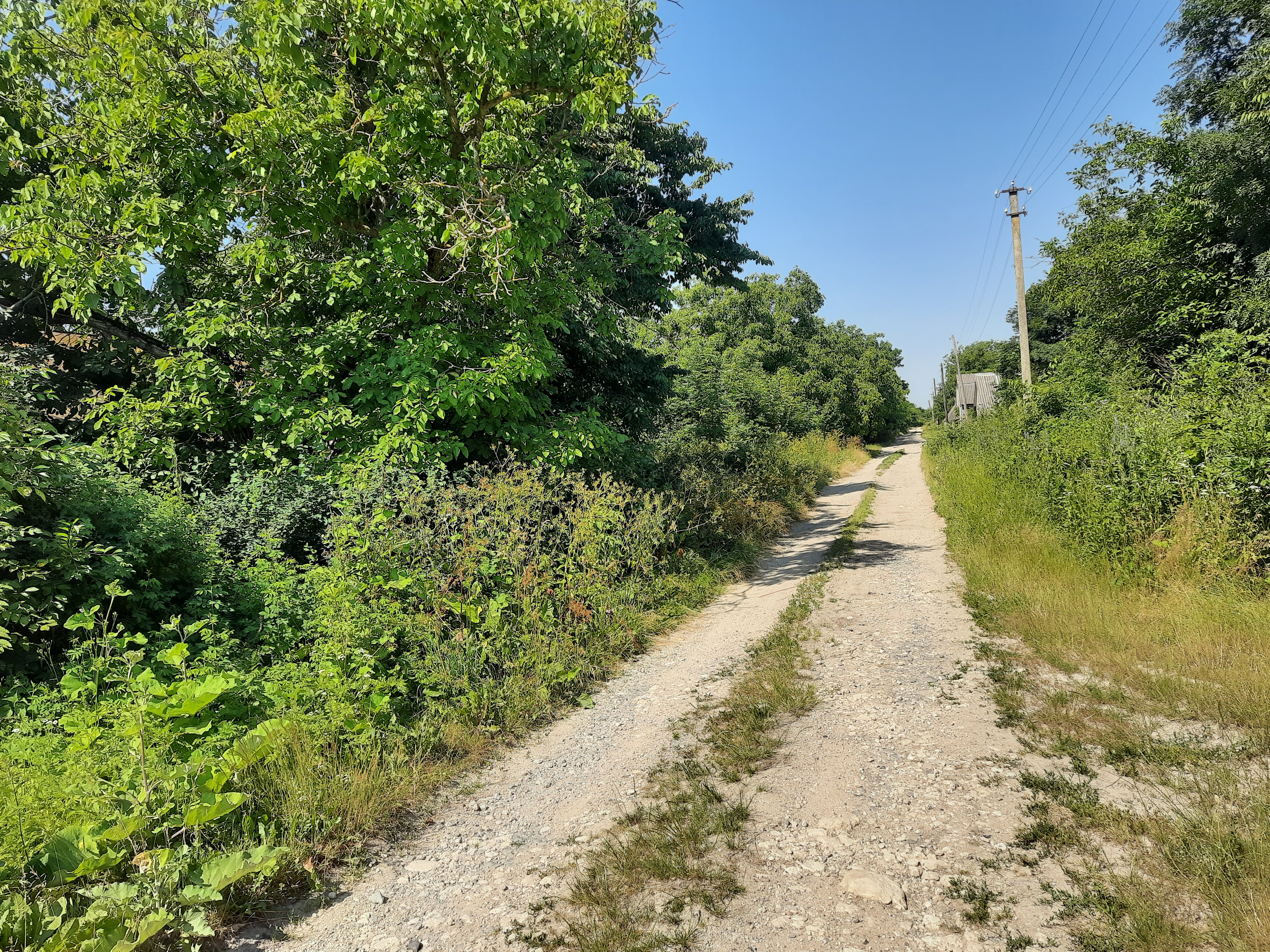
Сільська вулиця
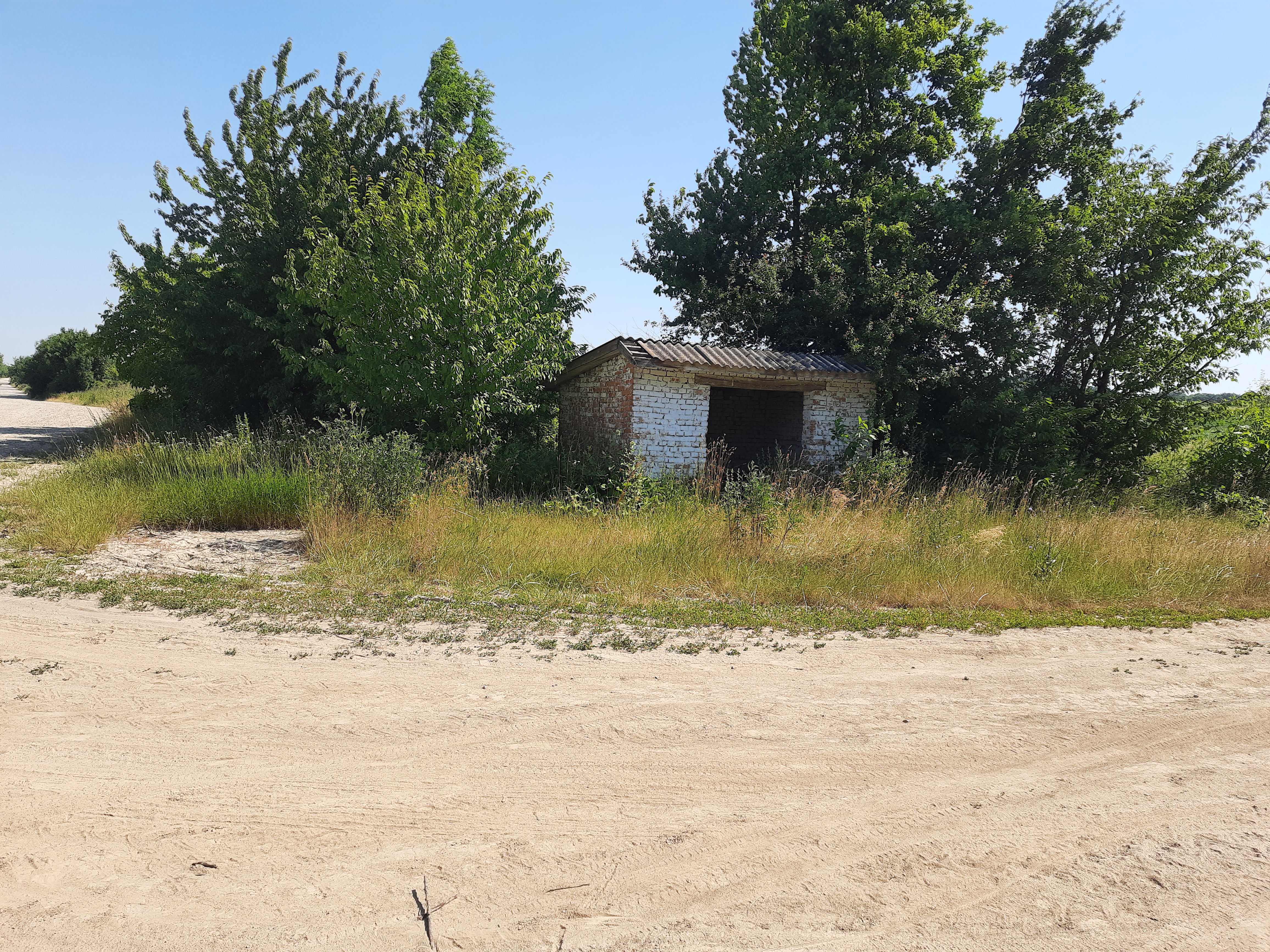
Автобусна зупинка біля села
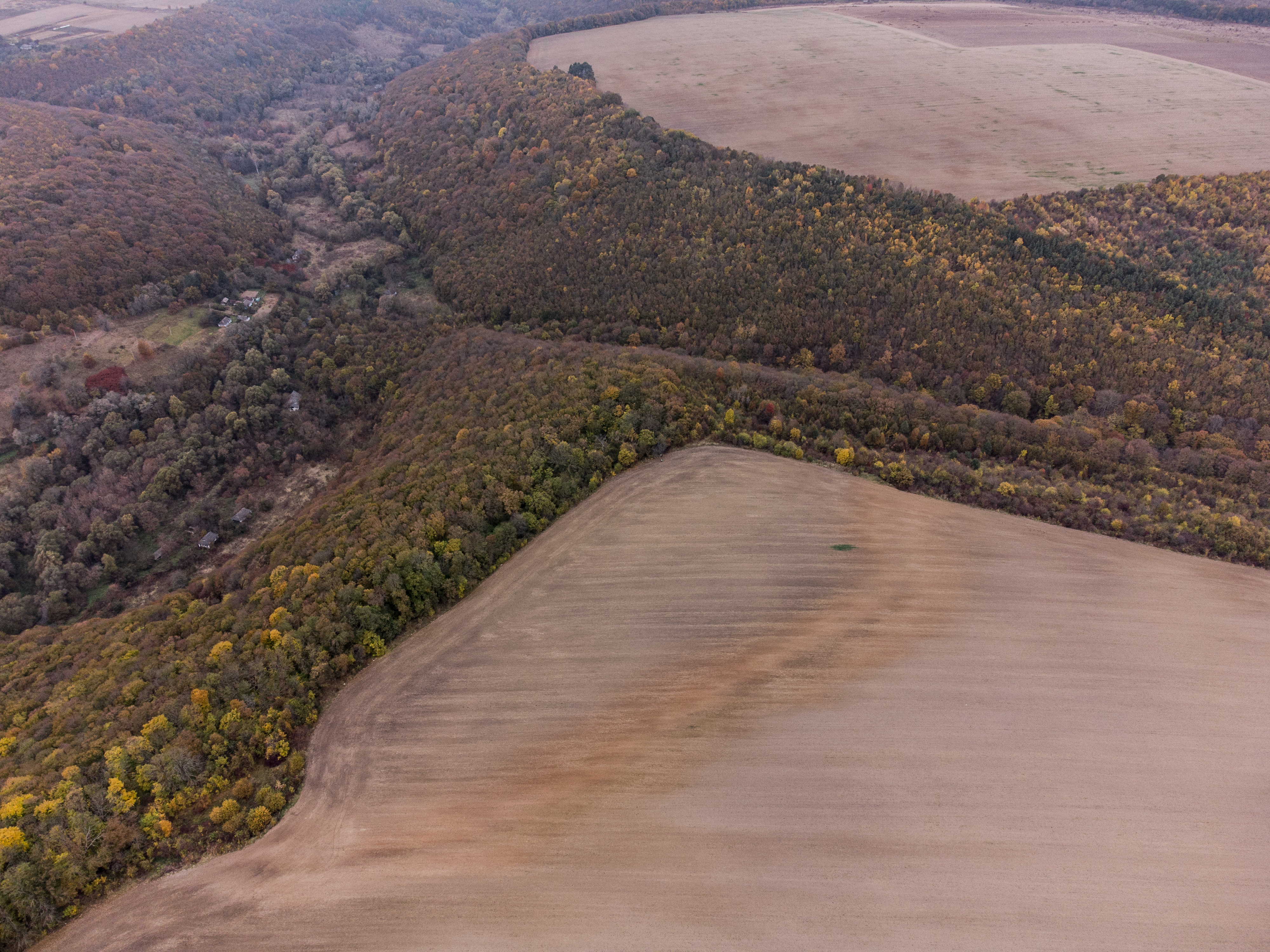
Зруйнований вал Городища село Млаки
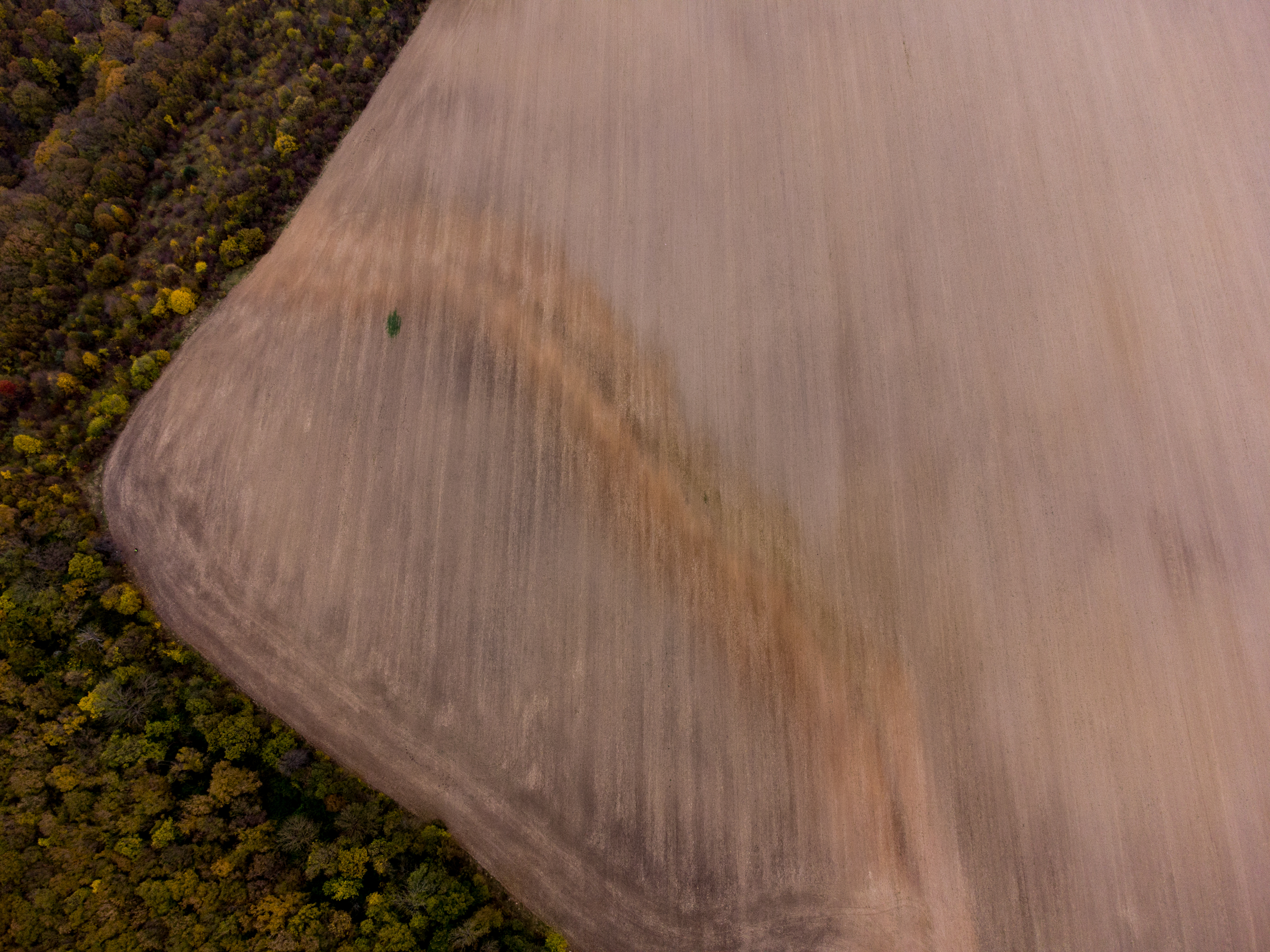
Розораний вал Городища село Млаки